# Sotschier Symphoniker

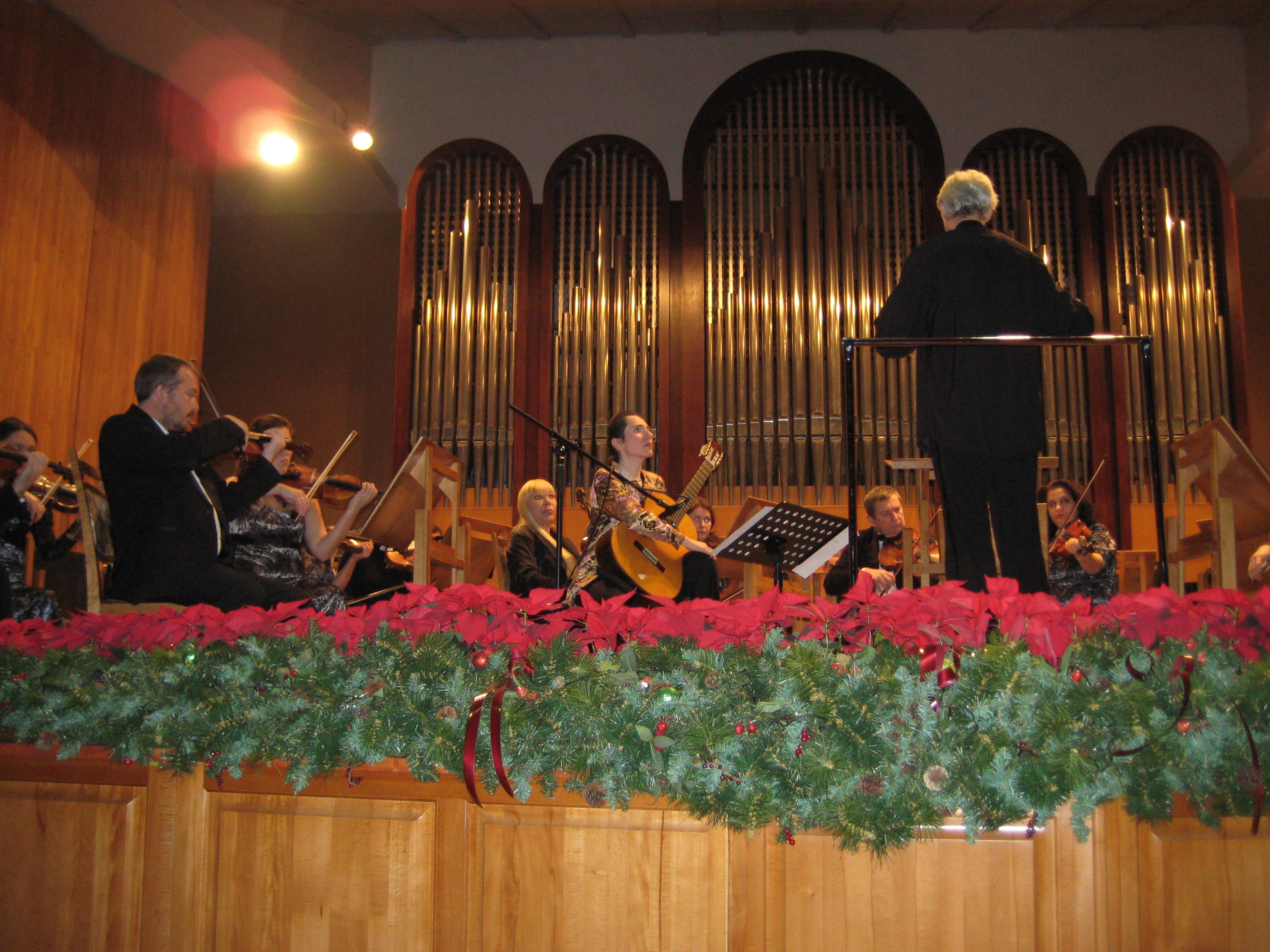
Die Sotschier Symphoniker mit ihrem Chefdirigenten Oleg Soldatow und der österreichischen Gitarristin Johanna Beisteiner während eines Konzerts im Orgel- und Kammermusiksaal der Philharmonie in Sotschi (13. Dezember 2013).

Die Sotschier Symphoniker (russisch Сочинский симфонический оркестр / Sotschinski simfonitscheski orkestr) sind ein Sinfonieorchester der Stadt Sotschi in Russland.

## Geschichte
Das Orchester wurde 1991 zunächst als Kammerorchester gegründet, 2001 erhielt es den Status eines Symphonieorchesters. Sein derzeitiger Musikdirektor ist Oleg Soldatow. Das Orchester konzertiert regelmäßig in Sotschi und anderen russischen Städten. Ferner trat es mit international bekannten Musikern auf, darunter Johanna Beisteiner, Tigran Alichanow sowie Denis Mazujew.